# Наркокорридо
Наркокорри́до (исп. Narcocorrido) — поджанр классического мексиканского нортеньо и корридо.
Отличие наркокорридо от традиционных музыкальных форм заключается в содержании текстов, которые рассказывают о торговле наркотиками, отрезанных головах конкурентов, богатстве и власти наркокартелей. Темами наркокорридо становятся бедность и попытки из неё выбраться, угрозы в отношении врагов, ненависть к полиции. Корни наркокорридо уходят в традиционное корридо, повествовавшее о героях Мексиканской революции. Песни наркокорридо (похожим жанром является блатная песня) романтизируют криминальный образ жизни наркоторговцев и документально описывают в позитивном свете наркотрафик и связанные с ним убийства, пытки, рэкет и нелегальную миграцию. Некоторые радиостанции Мексики и США не допускают к трансляции песни наркокорридо, но записи широко распространяются через интернет и пиратские копии. Музыкальные критики также сравнивают стиль наркокорридо с гангста-рэпом.
Начало жанру положила группа Los Tigres del Norte. Начав играть 1968 году, уже в семидесятые они стали воспевать образ жизни наркос. Помимо Мексики наркокорридо стало популярным в других латиноамериканских странах и в США.